# 1025 Riema
Az 1025 Riema (ideiglenes jelöléssel 1923 NX) egy kisbolygó a Naprendszerben. Karl Wilhelm Reinmuth fedezte fel 1923. augusztus 12-én, Heidelbergben.